# Робертс Букартс
Робертс Букартс (лет. Roberts Bukarts — Јурмала, 27. јун 1990) професионални је летонски хокејаш на леду који игра на позицијама крилног нападача. 
Члан је сениорске репрезентације Летоније за коју је на међународној сцени дебитовао на светском првенству 2011. године. 